# Pont-à-Celles
Pont-à-Celleslà một đô thị ở tỉnh Hainaut. Tại thời điểm ngày 1 tháng 1 năm 2006, Pont-à-Celles có dân số 16,292 người. Tổng diện tích là 55,73 km² với mật độ dân số là 292 người trên mỗi km².
Các làng của Pont-à-Celles:
Buzet, Liberchies, Luttre, Obaix, Pont-à-Celles, Thimeon, Viesville.